# Mzansi Challenge 2023
El Mzansi Challenge de 2023 fue la primera y única edición del torneo para los participantes de la segunda división del rugby provincial de Sudáfrica.

## Sistema de disputa
El torneo se disputó en formato liga donde cada equipo se enfrentó a los equipos restantes, luego los mejores cuatro clasificados disputaron las semifinales.

## Clasificación
| Pos. | Equipo              | Encuentros | Encuentros | Encuentros | Encuentros | Tantos | Tantos | Tantos | PB | PB | Puntos |
| Pos. | Equipo              | PJ         | PG         | PE         | PP         | F      | C      | Dif    | BO | BD | Puntos |
| ---- | ------------------- | ---------- | ---------- | ---------- | ---------- | ------ | ------ | ------ | -- | -- | ------ |
| 1.º  | Falcons             | 9          | 8          | 0          | 1          | 323    | 307    | +116   | 9  | 0  | 41     |
| 2.º  | SWD Eagles          | 9          | 8          | 0          | 1          | 223    | 174    | +49    | 8  | 0  | 40     |
| 3.º  | Boland Cavaliers    | 9          | 7          | 0          | 2          | 232    | 146    | +86    | 7  | 1  | 36     |
| 4.º  | Leopards            | 9          | 5          | 0          | 4          | 190    | 170    | +20    | 5  | 1  | 26     |
| 5.º  | EP Elephants        | 9          | 5          | 0          | 4          | 190    | 211    | -21    | 5  | 0  | 25     |
| 6.º  | San Clemente Rhinos | 9          | 4          | 0          | 5          | 209    | 226    | -17    | 5  | 2  | 24     |
| 7.º  | Welwitschias        | 9          | 3          | 0          | 6          | 241    | 264    | -33    | 3  | 2  | 17     |
| 8.º  | Simbas XV           | 9          | 2          | 0          | 7          | 135    | 119    | +16    | 3  | 1  | 12     |
| 9.º  | Border Bulldogs     | 9          | 2          | 0          | 7          | 197    | 352    | -155   | 3  | 1  | 12     |
| 10.º | Zimbabwe Goshawks   | 9          | 1          | 0          | 8          | 106    | 167    | -61    | 2  | 2  | 8      |

|  | Semifinalistas. |

## Fase final

### Semifinales
| 10 de junio | Falcons | 57 - 30 | Leopards |  |  |

| 10 de junio | SWD Eagles | 38 - 27 | Boland Cavaliers |  |  |

### Final
| 17 de junio | Falcons | 55 - 38 | SWD Eagles |  |  |

| Bandera de Sudáfrica |
| Campeón Falcons      |
| Primer título        |